# Бурка (женская одежда)

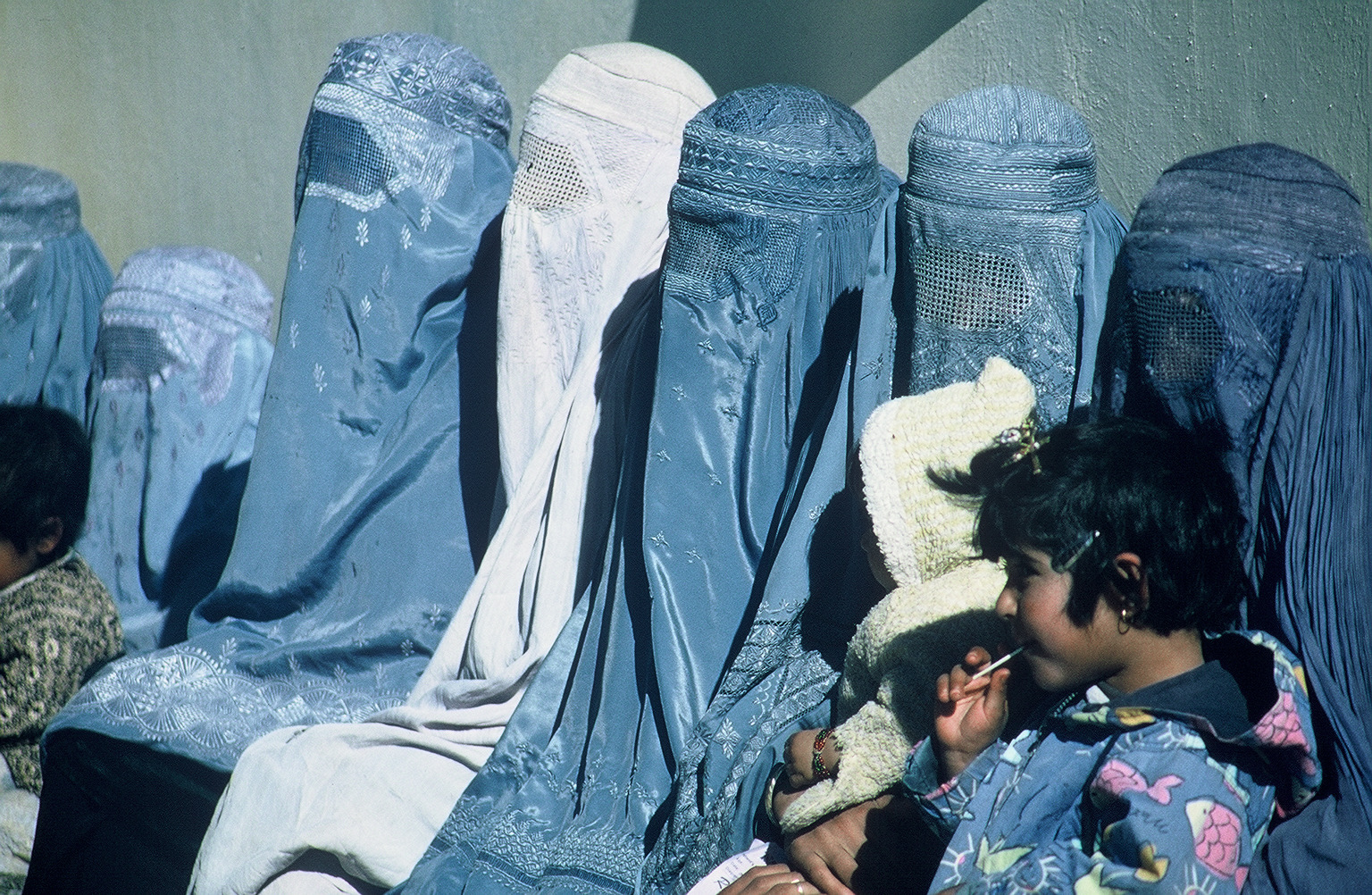
Женщины в бурках. Афганистан

Бурка (араб. برقع‎), также известный как чадра (пушту چادري‎) в Афганистане или паранджа в Центральной Азии — верхняя одежда, укрывающая тело и лицо, которую женщины носят в некоторых исламских традициях, чтобы прикрывать себя на публике.
Термин паранджа иногда ассоциируется с никабом. В более точном смысле, никаб — это вуаль для лица, которая оставляет глаза открытыми, в то время как паранджа покрывает все тело от макушки головы до земли, позволяя владелице видеть перед собой с помощью сетки на лице. Бурку также не следует путать с химаром, который обычно покрывает волосы, шею, область декольте, но не лицо.
Бурка и другие виды одежд, закрывающие лица, были засвидетельствованы с доисламских времён, особенно среди пуштунских и арабских женщин. Покрытие лица не считается обязательным религиозным требованием в исламе. Так же считает большинство современных исламских правоведов. Часть мусульманских правоведов считает, что в случае если открытое лицо женщины может вызвать соблазны и смуту, то для неё желательно закрывать лицо.

Страны, в которых запрещено ношение бурки

В настоящее время (2021 год) в 14 странах запрещено носить бурку в общественных местах, включая Австрию, канадскую провинцию Квебек, Данию, Францию, Бельгию, Таджикистан, Латвию, Болгарию, Камерун, Чад, Республику Конго, Габон, Нидерланды, Марокко и Шри-Ланку.
Когда вуаль обсуждалась в ранней исламской юриспруденции вне контекста молитвы, её обычно считали «вопросом социального статуса и физической безопасности». В эпоху средневековья исламские юристы стали уделять больше внимания понятию аврат (интимным частям) и вопросу о том, должны ли женщины закрывать лицо. Большинство маликитских и ханафитских учёных считало, что женщины должны публично закрывать все, кроме лица. Ханбалитские и шафиитские правоведы считали женское лицо частью аврата, заключив, что всё лицо кроме глаз должно быть завуалировано. Ханбалитский юрист Ибн Таймийя (ум. 1328 г.) был сторонником последней точки зрения, в то время как ханафитский ученый Бурхан ад-Дин аль-Маргинани (ум. 1197) подчеркнул, что это особенно важно для женщины, оставляющей лицо и руки непокрытыми во время повседневных деловых отношений с мужчинами. В юридических школах по этому вопросу были расхождения во мнениях. Таким образом, Юсуф аль-Карадави цитирует классических юристов-шафиитов и ханбалитов, утверждая, что закрывать лицо не обязательно.
В джафаритском мазхабе покрытие лица не является обязательным.
Согласно точке зрения салафитов, женщина обязательно (фард) должна закрывать всё свое тело, когда она на публике или в присутствии мужчин, не являющихся близкими родственниками (махрамами). Некоторые учёные говорят, что вуаль не является обязательной перед слепыми, бесполыми или геями.
Салафитский богослов Насируддин аль-Албани написал книгу, в которой изложил своё мнение о том, что завеса для лица не является обязательным для мусульманских женщин, в то время как он был преподавателем в Исламском университете Медины. По этой причине его противники в саудовском истеблишменте добились прекращения его контракта с университетом.